# Pemfigoid ciężarnych
Pemfigoid ciężarnych (łac. herpes gestationis, ang. gestational pemphigoid) – rzadka, autoimmunologiczna choroba skóry występująca w drugim i trzecim trymestrze ciąży i niekiedy w połogu, objawiająca się zmianami skórnymi o charakterze pęcherzowo-rumieniowo-obrzękowym  i nasilonym świądem. Wiąże się ze zwiększonym ryzykiem poronień, porodów przedwczesnych i wewnątrzmacicznego zahamowania wzrostu płodu. Nazywana bywa też opryszczką ciężarnych, jednak wbrew nazwie nie ma nic wspólnego z zarażeniem herpeswirusami. 
W etiologii schorzenia postuluje się udział niezidentyfikowanego jeszcze antygenu łożyskowego. Stwierdzono pewne genetyczne predyspozycje do wystąpienia pemfigoidu: haplotyp HLA-A1, B8 i DR3.
W leczeniu stosuje się ogólnoustrojowo małe dawki glikokortykosteroidów, leki przeciwhistaminowe, preparaty wapnia.
Termin herpes gestationis wprowadził do medycyny John Laws Milton w 1872 roku.